# 後藤洋央紀
後藤 洋央紀（ごとう ひろおき、1979年6月25日 - ）は、日本の男性プロレスラー。愛称は 「ごっちゃん」。三重県桑名市出身。新日本プロレス所属。血液型O型。

## 来歴
三重県桑名市立光風中学校時代は、ソフトテニス部に所属していた。
三重県立桑名工業高等学校出身。柴田勝頼とは同級生であり、柴田と共にレスリング部を立ち上げた。
国士舘大学へ進学後、2001年の全日本学生選手権グレコローマン85kg級で3位入賞を果たす。大学時代の後輩に伊藤旭彦、先輩にプロレス同期入門の山本尚史（現：ヨシタツ）がいた。大学卒業後、2002年に新日本プロレスに入門するが肩を脱臼し、一旦新日本を退団。柴田の家に居候して病院に通い、リハビリにつとめた後に新日本が経営する闘魂ショップ名古屋店併設の道場でトレーニングを重ねた後の2002年11月、新日本に再入門を果たした。入門直後の肩のケガは同期の田口とのスパーリング中に起きたものであり、自分が原因で同期が辞めてしまったことを田口は深く悲しんでいたため、後藤が再入門した際は誰よりも喜んだという。

### 2003年
2003年7月6日の岐阜産業会館における田口隆祐戦でデビューした。
同年にはデビュー戦で対戦した田口と組み、邪道、外道とIWGPジュニアタッグ王座決定戦を争うなどタッグで活躍。

### 2004年
2004年のヤングライオン杯ではデビュー戦の相手である田口に敗れ、涙を飲んだ。

### 2005年
2005年ヤングライオン杯で、前年の雪辱を果たし優勝する。4月にC.T.Uに加入すると、後藤も天然ボケキャラを見出され、先輩の獣神サンダー・ライガー、邪道、外道らを差し置いてリーダーとして（形の上だけ）活動。5月には田中稔と組んで金本浩二&井上亘組からIWGPジュニアタッグ王座を獲得。エル・サムライ & 田口組に敗れるまで3度の防衛を果たした。12月の「夢☆勝ちます」では、棚橋弘至の持つIWGP U-30無差別級王座に挑戦するも敗れた。

### 2006年
2006年の4月と5月に、それぞれTNAへ遠征、8月にはメキシコへ無期限海外遠征に出発する。

### 2007年
2007年に髪を伸ばし、今の容姿に変貌。同年3月4日にはウルティモ・ドラゴン、TAJIRIらが参戦した闘龍門MEXICO自主興行で行われた8人参加トーナメント「〜YAMAHAカップ NWAインターナショナルJrチャンピオンシップトーナメント〜」でショッカーを破り、22年ぶりに復活したNWAインターナショナルジュニア王座に戴冠した。それまで91kgだった体重を同年の6月に103kgまで増量。8月26日「LAST OF C.T.U」興行で凱旋帰国予定だったが、棚橋の欠場を受け日程が前倒しとなり、8月25日の大会で凱旋試合を行った。
10月8日、かつて付き人を務めた天山広吉と対戦、大流血の末に必殺の昇天で勝利を収める。この試合で、後藤が繰り出した変形バックブリーカー（後に牛殺しと命名）で天山は頸椎を負傷し、長期欠場に追い込んだ。11月11日、DESTRUCTION'07にて、棚橋が保持するIWGPヘビー級王座に初挑戦するが敗北した。

### 2008年
1月4日、レッスルキングダムIIにて、7年8か月ぶりに新日本へ降臨したグレート・ムタと初遭遇を果たすが、ムタのムーンサルトプレスであえなく敗戦。3月に行われたNEW JAPAN CUP（以降NJC）では、1回戦から棚橋と対戦するが敗北を喫した。
8月、G1 CLIMAX（以降G1）に初出場。開幕前に「初出場・初優勝を狙います」と発言し注目を集めた。初戦の川田利明戦は敗北するも、その後は白星を重ねて決勝進出を果たし、17日の決勝戦では真壁刀義と対戦。真壁らG・B・Hメンバーの介入やイス攻撃などにより流血を負いながらも、最後は昇天・改で勝利した。なお、後藤は史上最短キャリアでのG1優勝という新記録を打ち立てた。8月31日、IWGPベルトの奪還を目標に敵地のリングにおもむき、全日本プロレスでは史上2度目 となるIWGPヘビー級王座戦が行われ、王者・武藤敬司に挑戦した。しかし、武藤のムーンサルトプレスで敗退し、奪還に失敗した。
その後、真壁 & 矢野通が所持するIWGPタッグ王座に的を絞り、9月5日に中邑とタッグを組み挑戦。ところが試合終盤、同じRISEメンバーだったはずのジャイアント・バーナードとリック・フーラーが乱入しG・B・Hと結託。最後は真壁のキングコングニー・ドロップを受け惨敗した。試合後、後藤はG・B・H勢とバーナード、フーラーに袋叩きされるも、救出に駆けつけた棚橋と握手を交わし本隊と共に打倒G・B・Hをアピールする。10月13日、DESTRUCTION'08にてバーナードと一騎討ちを行うが、敗北を喫した。

### 2009年
1月4日、レッスルキングダムIIIにて、中邑と共にプロレスリング・ノア（NOAH）対抗戦に出陣。三沢光晴 & 杉浦貴組と対戦した。最後は中邑が杉浦を飛びつき式腕ひしぎ逆十字固めで捕獲し、タップを奪った。
3月に行われたNEW JAPAN CUPではカール・アンダーソン、中邑、永田裕志に勝利し、決勝戦でバーナードを変型腕固め（昇龍結界）でギブアップ勝ちを収め、昨年のG1優勝に続き春夏連覇を果たした。
5月3日、レスリングどんたくと冠が付けられ、3年ぶりに開催した福岡国際センターで、NEW JAPAN CUP覇者として棚橋とIWGPヘビー級王座を賭けて対戦したが、ピンフォール負けを喫する。5日には岡田かずちかと組み、NOAHの杉浦 & 青木篤志組との対抗戦を行う。最後は岡田が杉浦のオリンピック予選スラムで轟沈。その後、6月20日の「DOMINION6.20」で杉浦とのシングルマッチが組まれたが敗北。8月のG1公式戦で再び対決するも、惨敗した。またこの敗戦で予選リーグ落ちとなり、G1二連覇の夢が潰えた。
その後、ZERO1の田中将斗と抗争を展開。11月8日、DESTRUCTION'09にて、田中とのシングルマッチを行うも、スライディングDでピンフォール負けを喫する。12月5日愛知大会で、再び田中とシングルで対戦。勝利を収め、対戦成績を五分に戻した。

### 2010年
1月4日、レッスルキングダムIVで杉浦とGHCヘビー級王座を賭けて対戦するも、足首固めで敗退。3連敗を喫した。2月にはハードコアルールで再び田中と対戦。エルボーパッドに鉄パイプを仕込んだスライディングDを喰らい、敗北。3月のNJCでは前年度優勝者だったことからシード権を獲得し出場。初戦は高橋裕二郎、準決勝で田中を撃破し、決勝戦で真壁と対戦、これに勝利しNJC2連覇を達成した。
4月4日、中邑の保持するIWGPヘビー級王座に挑戦するも敗北した。その試合終了後にバックステージでコメントを発表しているところに田中が現れ、再戦を要求された。5月3日、レスリングどんたく田中と4度目の対戦を敢行するもラリアットの相打ちで両者K.O.という結末で終わる。6月19日、DOMINION6.19にて再度田中とのシングルマッチが行われ、ピンフォール勝ちを収めて抗争に終止符を打つこととなった。
10月11日、DESTRUCTION'10で中邑に勝利し、IWGP王座挑戦へ名乗りを上げるが、IWGP王者の小島聡は中邑を逆指名した。菅林直樹社長は後藤を次期挑戦者に推するも、小島は拒否し続け、結局会社側が小島への指名を呑み込み、中邑が次期挑戦者に決定した。一方で、後藤は同じく同王座へ挑戦を表明した棚橋との次期挑戦者決定戦に臨んだが、棚橋のハイフライフローで敗退した。

### 2011年

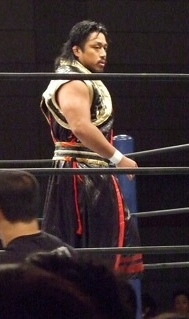
2011年

2月20日、The New Beginningで、「（後藤がIWGPヘビー級ベルトを戴冠していない事実に対して）あんたは新日の四天王にふさわしくない!」と発言し、真っ向から後藤を全否定した内藤哲也と対戦。内藤から昇天・改でピンフォールを奪い実力を示した。その後、3連覇達成を目指しNJCに出場するも、中邑に敗れ初戦で敗退。後藤の3連覇実現は失敗に終わった。3月20日に棚橋とのタッグで組まれた試合（対戦相手は小島、MVP組）でラリアットが棚橋に誤爆。口論になった末、棚橋に対してヘッドバットを見舞い、試合を放棄した。23日よりCMLLに遠征。現地でウルティモ・ゲレーロの保持するCMLL世界ヘビー級王座に挑戦し、ベストバウト級の試合を見せる。
5月3日のレスリングどんたくに合わせて帰国、後藤も黒袴姿に身を纏い、新・入場曲に乗りタマ・トンガをパートナーにプロレスリング・ノアの杉浦 & 橋誠組と対戦し、昇天・改で橋から3カウントを奪った。さらに全試合終了後、IWGPヘビー級王座を所持する棚橋に対してヘッドバットを見舞い挑戦を表明する。
6月18日、DOMINION6.18にて棚橋とのIWGPヘビー級選手権試合に挑むが敗北した。この試合終了後にジャイアント・バーナードが、棚橋のIWGP王座へ挑戦を表明した。一方で棚橋が「交換条件」としてBAD INTENTIONS（バーナード & カール・アンダーソン）が保持するIWGPタッグ王座に挑戦を表明する。するとアンダーソンが「Who is your partner?（お前のパートナーは誰だ？）」と質問を投げかけ、棚橋は会場の「後藤」コールに乗っかる形でパートナーを後藤に指名。後藤も互いの遺恨を清算し、棚橋とタッグチームを結成した。7月3日、後藤は棚橋とのタッグでIWGPタッグ王座に挑戦するが、奪取するには至らなかった。
11月12日、POWER STRUGGLEで、田中が保持するIWGPインターコンチネンタル王座に挑戦するも、田中のスライディングDで敗れた。試合終了後、後藤はNOAHの杉浦に対して、「アイツに借りを返す!」というコメントを残し一年越しのリベンジを誓った。

### 2012年
1月4日、レッスルキングダムVIにおいて杉浦と一騎討ちを行い、昇天・改でピンフォール勝ちを収めついに杉浦から初勝利を収めた。2月12日、THE NEW BEGINNING（大阪府立体育会館）にて、田中の所持するインターコンチネンタル王座に再度挑戦。勝利を収め、ヘビー級に転向してから初のシングル王座奪取となり第3代IWGPインターコンチネンタル王者に戴冠した。
4月、NEW JAPAN CUPでは高橋、ラ・ソンブラ、真壁を破り、迎えた棚橋との優勝決定戦で昇天・改で初めて棚橋から勝利を収め、3度目の優勝を遂げた。5月3日、レスリングどんたくで、NEW JAPAN CUP優勝で得たIWGPヘビー級王座挑戦権を行使し、IWGP王者のオカダ・カズチカと対戦するも敗戦した。
7月22日山形大会で中邑に敗れ、インターコンチネンタル王座から陥落した。しかし8月のG1で中邑と再戦し、この試合に勝利する。10月8日、KING OF PRO-WRESTLINGで同王座を賭けたリターンマッチを敢行するも、中邑のボマイェで敗北を喫した。
11月20日より開催されたWORLD TAG LEAGUEで後藤はカール・アンダーソンとのタッグ、SWORD&GUNSで出場、4勝2敗で決勝トーナメントを通過し、12月2日愛知大会の準決勝でテンコジ（天山 & 小島組）を下し決勝でK.E.S.（ランス・アーチャー & デイビーボーイ・スミスJr.組）と対決。試合はアンダーソンがスミスからピンフォール勝ちを収めて優勝を果たした。

### 2013年
2月3日、後藤は昨年8月よりフリーランスとして新日本にスポット参戦している柴田に対戦を要求。その後、幾度かタッグマッチで柴田と対戦。5月3日、レスリングどんたくで初めてシングルマッチで対戦する。試合は両者による張り手の相打ちでダブルノックダウンとなり、引き分けとなった。6月16日、DOMINION6.22で再びシングルで対戦したが、柴田のP.Kを喰らいピンフォール負けを喫した。
8月、G1 CLIMAXに出場するも、7日の仙台大会における棚橋戦で張り手を喰らった際にアゴの骨を骨折し、休場することとなった。8月12日に手術を受け、18日に退院。その後、リハビリ生活を経て、12月8日愛知大会のリングに上がり復帰を発表。後藤は復帰戦の相手として柴田を指名した。

### 2014年
1月4日、レッスルキングダム8の舞台で、柴田勝頼を相手に復帰戦を行った。試合は昇天・改でピンフォール勝ちを収め、柴田から勝利をもぎ取った。試合後には二人で肩を組んで退場していき、その後意気投合しタッグを結成した。
12月、WORLD TAG LEAGUEでは柴田と組み、Bブロック1位通過。決勝でアンダーソン&ドク・ギャローズ組を破り、優勝を果たした。

### 2015年

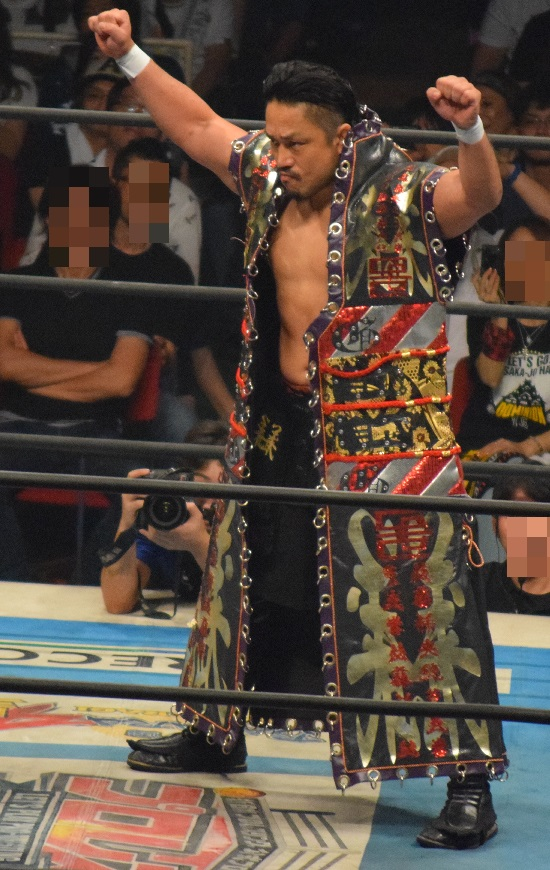
2015年

1月4日、レッスルキングダム9で、アンダーソン&ギャローズ組が保持するIWGPタッグ王座に柴田と挑戦し、これに勝利。第65代王者組に戴冠したが、2月11日、THE NEW BEGINNING in OSAKAで前王者組とのリマッチに敗戦し、王座から陥落した。
5月3日、レスリングどんたく 2015にて、中邑真輔の保持するIWGPインターコンチネンタル王座に挑戦。戦前「透明人間」などと挑発されながらも、最後は昇天・改で勝利。約3年ぶりに同王座を奪取した。7月5日、DOMINION 7.5 in OSAKA-JO HALLでは、中邑のリマッチを退け初防衛に成功するも、8月のG1公式戦では中邑にギブアップ負けを喫した。
9月27日、DESTRUCTION in KOBEでインターコンチネンタル王座を賭けて再び中邑と対戦するも敗れ、王座陥落となった。

### 2016年
1月4日、レッスルキングダム10で、内藤とシングルマッチで対戦。戦前、「キャプテン・クワナ」などと挑発されたが、最後は昇天・改で勝利を収めた。翌日、後楽園ホール大会でオカダが持つIWGPヘビー級王座に挑戦を表明。しかしここでも挑発される始末だった。

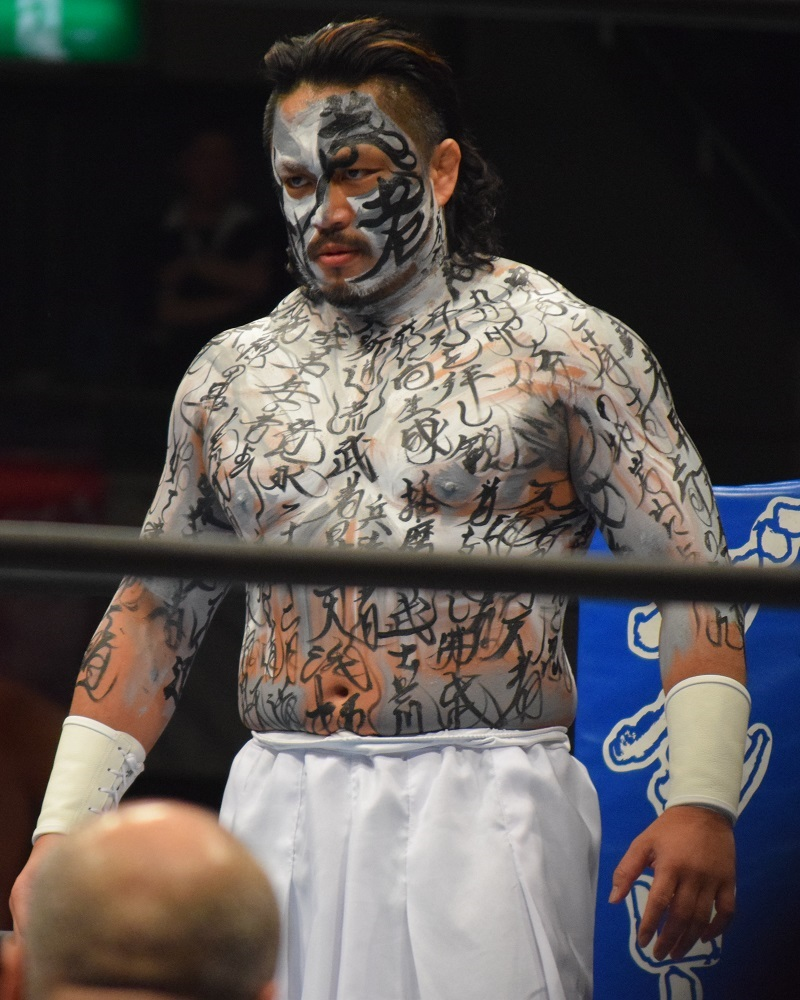
写経

2月11日、THE NEW BEGINNING in OSAKAにてオカダと対戦。後藤も全身に写経のペイントを施し、コスチュームも従来の黒から白に変えて臨んだが、オカダのレインメーカーで敗北。試合後にはオカダの所属するCHAOSへの勧誘を受けたが、応じなかった。
3月、NEW JAPAN CUPでは決勝で内藤に敗れ準優勝に終わったが試合後、ロス・インゴベルナブレス・デ・ハポンに襲撃されたところをオカダに救出された。CHAOSに再び勧誘され、新技「GTR」を引っさげ、正式に加入した。
8月、G1 CLIMAX 26に出場。最終公式戦で丸藤正道を下し、Aブロック単独首位で予選突破を決める。14日、優勝決定戦でケニー・オメガと対戦。激闘の末、最後は片翼の天使でピンフォール負けを喫し、準優勝に終わった。
10月、オメガとの1.4東京ドームの権利証を賭けて戦い、後藤も熱戦の最中昇天・改や雪崩式回天を決めたが、最後はオメガの片翼の天使を決められ敗戦した。だが、この試合はベストバウト候補だと話題になった。

### 2017年
1月4日、レッスルキングダム11で、柴田とシングルマッチで対戦。戦前、「今の軍団で楽しいか？」などと挑発されたが、最後はGTRで勝利を収めた。第15代NEVER無差別級王者に戴冠した。
2月5日、札幌大会でジュース・ロビンソン、27日、後楽園ホール大会でパニッシャー・マルティネスと対戦し、防衛に成功。
4月9日、両国大会にてザック・セイバーJr.と対戦。試合中、鈴木みのるが乱入し、一時は無法地帯となるも、最後は16分16秒GTRで勝利を収める。その後、鈴木が王座挑戦を表明し、同月27日広島大会で対戦。終盤で鈴木軍メンバーのアシストにより、ゴッチ式パイルドライバーに沈み、王座陥落。
6月11日、DOMINION6.11 in OSAKA-JO HOLEで、ランバージャックデスマッチでリマッチをするも敗れる。
7月、『G1 CLIMAX 27』に出場。5勝4敗勝ち点10と好成績を残した。
11月、NEVER王座4度目の防衛を果たした鈴木みのるの前に現れ、王座に挑戦表明を果たすも、「ボクちゃんは帰りなさい」とあしらわれたが、WORLD TAG LEAGUEの公式戦で鈴木から直接フォール勝ちをする。しかし鈴木は最終日の福岡大会にて、「俺は王座を懸けているのに、何故お前は何も懸けない？」と言われると、「この髪懸けてやってやるよ！それでどうだコノヤロー！」と自らの髪を懸けることを宣言。その後、東京ドームにてNEVER無差別級選手権試合・「敗者髪切りノーセコンドデスマッチ」が決定した。

### 2018年
1月4日、レッスルキングダム12で敗者髪切り&ノーセコンドデスマッチで鈴木みのると対戦。裏GTRからのGTRで勝利を収め、2度目の王座戴冠。
2月10日、大阪大会でEVIL、23日、後楽園ホール大会でビアシティ・ブルーザーと対戦し、王座防衛。
4月、広島でジュース・ロビンソンと対戦し、勝利。その直後、マイケル・エルガンとタイチが同時に挑戦表明し、6月9日の、DOMINION6.9 in OSAKA-JO HOLEで3WAYマッチで対戦。結果はエルガンがタイチからピンフォール勝ちをしたため王座陥落。その後、6月17日の、後楽園ホール大会でのリマッチを行い、第19代王者となる。その直後にジェフ・コブが挑戦を表明し、7月7日の、サンフランシスコ大会で初防衛戦となるタイトルマッチを行い、防衛に成功。
8月12日、日本武道館で開催された『G1 CLIMAX 28』には唯一日本人のシングル王者として11年連続11度目の出場となったが、Bブロック予選を3勝6敗勝ち点6で敗退と振るわなかった。
9月、3WAYマッチで直接フォールを取られたタイチが挑戦表明。鈴木軍の介入などに惑わされ、ブラックメフィストに敗れ王座陥落。
10月、勝利したタイチと後藤と同じCHAOSのウィル・オスプレイのタイトルマッチが決定するも、怪我で欠場。タイトルマッチ中止と思われたが、オスプレイの代打として急遽カードが変更。
11月3日の大阪大会でタイチから勝利し、第21代王者となる。試合後、G1 CLIMAX28鹿児島大会で敗れた飯伏幸太を次期挑戦者に指名。しかし、飯伏本人はTwitterを通じて却下。後楽園大会で後藤は飯伏率いるBULLET CLUB ELITEとのタッグマッチ終了後に、「諦めるよ」とマイクで宣言。すると、飯伏が「何で諦めるんですか？やりましょうよ！」と発言。これによりWORLD TAG LEAGUE優勝決定戦の第8試合にタイトルマッチを行うことが決定した。
12月9日、岩手県産業文化センター　アピオにて、第8試合で、挑戦者に逆指名し続けていた飯伏幸太と対戦、16分35秒、カミゴエにて、ピンフォール負けし、王座陥落。

### 2019年
1月4日、レッスルキングダム13では第0試合に行われたNEVER無差別6人タッグ王座・ナンバーワンコンテンダーガントレットマッチにバレッタ、チャッキーTとタッグを組み、参戦するも敗戦。
2月、ROH世界TV王座を保持するジェフ・コブに挑戦。2度目のシングルマッチはコブのツアー・オブ・ジ・アイランドに敗れ、王座獲得ならず。
3月、NEW JAPAN CUP2019にエントリー。2017、2018はNEVER王者だったため出場はならなかったが、3年ぶり11回目の出場となった。また6日に行われた旗揚げ記念日スペシャル6人タッグマッチで棚橋弘至、オカダ・カズチカとタッグを組み、内藤哲也&EVIL&SANADA組と対戦。1回戦で対戦するSANADAから後藤式でフォールを取る。その後、高松大会でSANADAに敗れ、1回戦敗退。
3月21日、NEW JAPAN CUP決勝戦で組まれたタッグマッチでジェイ・ホワイトからピンフォールを取られてしまう。これを機に、4月29日熊本大会でシングルマッチを行うも、敗れてしまう。
5月、盟友である柴田勝頼がコーチを務める新日本プロレスLA道場へ向かい、修行を開始。6月のKIZUNA ROAD最終戦、仙台サンプラザホール大会で、LA道場Tシャツを着用してジェイ・ホワイトの前に現れ、G1優勝とジェイからの初勝利をアピール。
7月、G1 CLIMAX29にBブロックエントリー。初戦でジェイ・ホワイト相手に、新技「GTW」などを用いて、初勝利をするが、ジュース・ロビンソン、内藤哲也、タイチに敗北。しかし、後藤も意地を爆発させ、そこから矢野通、石井智宏、ジェフ・コブに勝利。さらに8.8横浜文化体育館大会では、元WWEスーパースターのジョン・モクスリーから劇的勝利をし、5勝3敗までに戦績を伸ばした。
8月11日、最終戦で鷹木信悟と対戦。血気溢れるファイトで会場を沸かせた。結果はラスト・オブ・ザ・ドラゴンを喰らって敗北。5勝4敗勝ち点10でリーグ戦を終了した（ちなみに、鷹木に勝利していれば、その後の試合で内藤哲也に勝利したジェイ・ホワイトと勝ち点12で並び、直接対決に勝利しているため、優勝決定戦進出が確定だった）。
9月、鷹木へのリベンジマッチを要求。鷹木本人も「売られた喧嘩は買うぜ」と要求を承諾。22日の神戸大会セミファイナルでスペシャルシングルマッチが組まれた。試合は20分を越え、最後はGTRで勝利しリベンジに成功する。その後、IWGPインターコンチネンタル王者となったジェイ・ホワイトの前に現れ、挑戦をアピールする。
11月3日、大阪府立体育会館大会にてIWGPインターコンチネンタル王座を懸けてジェイと対戦。ジェイをあと1歩のところまで追い込むが、終盤でKENTAが乱入し、ジェイをアシスト。最後はブレードランナーを喰らい敗北した。
11月中旬、WORLD TAG LEAGUE 2019に2年ぶりに参戦。パートナーにLA道場のカール・フレドリックスを選んだ。また、KENTA&高橋裕二郎組との試合ではKENTAから直接勝利する。その後、互いに試合後の襲撃を繰り返し因縁はさらに深まった。そして12月に東京ドーム2連戦2日目にKENTAとのNEVER無差別級選手権試合が決定した。

### 2020年
1月5日、レッスルキングダム14東京ドーム2連戦2日目にKENTAと対戦。最後はGTRで勝利し、第28代王者となる。これで後藤は石井智宏に並ぶ5度目の戴冠を果たした。その翌日、タッグマッチで鷹木信悟に直接フォール勝ちを許してしまい、2月の札幌2連戦初日に鷹木との初防衛戦が決定した。また、2月6日にはNEVER無差別級6人タッグ王座の初防衛戦も決定した（挑戦者組：後藤・石井・ロビー・イーグルス vs 第20代王者組：鷹木・EVIL・BUSHI組）。
2月1日、札幌2連戦初日のメインイベントに初防衛戦を行うが、最後はラスト・オブ・ザ・ドラゴンで敗北。戴冠から約1ヶ月で王座陥落となった。そして2月6日の6人タッグ選手権試合もイーグルスがBUSHIにフォール負けしてしまい、王座戴冠とはならなかった。
6月、NEW JAPAN CUP2020にエントリー。初戦で高橋裕二郎に勝利するも、2回戦でEVILの反則攻撃からのEVILで敗北した。
8月、石井智宏、YOSHI-HASHIと共に、第21代NEVER無差別級6人タッグ王座決定トーナメントに出場し、勝利。6人タッグ王座初戴冠を果たした。
9月、G1 CLIMAX30にエントリー。結果は4勝5敗で負け越しを喫すも、棚橋弘至に約8年ぶりに勝利したり、矢野通から18秒で勝利し、G1史上最短試合時間の新記録を叩き出したりした。
11月、WORLD TAG LEAGUE2020にエントリー。3年ぶりにYOSHI-HASHIとのタッグでエントリーした。結果は5勝4敗と好成績を残すも最終決戦進出とはならなかった。

### 2021年
1月4日、東京ドーム大会の第0試合に出場。
2月11日、NEVER無差別級6人タッグ王座を防衛。YOSHI-HASHIがIWGPタッグ王座を持つタンガ・ロアから勝利を収めたため、後藤とのタッグで王座挑戦が決定した。
2月27日、IWGPタッグ選手権の前哨戦として、タマ・トンガと対戦。ガン・スタンを堪え、牛殺しの体制からGTRで一気に勝利を収める。翌28日、タッグ王座に挑戦するも、邪道の竹刀攻撃からのタマのガン・スタンでフォール負けを喫し、王座戴冠とはならなかった。
3月、NEW JAPAN CUP2021にエントリー。1回戦でタイチから勝利を収めるも、2回戦で鷹木信悟に敗北する。
3月29日、バレットクラブとの10人タッグマッチにて、ジュニアヘビー級の石森太二からフォール負けしてしまう。この結果、4月20日後楽園ホール大会にてNEVER無差別級6人タッグ王座を懸けて対戦することが決まり、前日19日には石森との前哨戦スペシャルシングルマッチが決定した。
4月10日、横浜武道館大会で行われたイリミネーションマッチにて、またしても石森からフォール負けをしてしまう。そして19日、前哨戦として石森と1vs1のシングルマッチで対戦。GTRの体制に入ったところを逆さ抑え込みでフォールを取られ、逆転負けしてしまう。そしてタイトルマッチ当日の4月20日、前日同様石森に逆さ抑え込みでフォールされるも石井智宏のカットでなんとか脱出し、ヘッドバット→GTW→GTRで直接勝利。王座防衛を果たした。
7月25日、IWGPタッグ王座を内藤哲也&SANADA組から奪還したタイチ&ザック・セイバーJr.組にYOSHI-HASHIと共に挑戦表明。その後、内藤哲也&SANADA組もリマッチを要求したため、9月5日のメットライフドーム大会にてタッグ選手権3WAYマッチが決定した。
9月、メットライフドームで行われたIWGPタッグ選手権試合3WAYマッチに挑むも、王座獲得とはならなかった。そして、G1 CLIMAX 31にBブロックでエントリー。4連敗→2連勝→2連敗で2勝6敗となるも、最終公式戦でタマ・トンガから勝利し、3勝6敗でリーグ戦を終えた。
11月、NEVER無差別級6人タッグ王座から陥落。その後、YOSHI-HASHIとのタッグでWORLD TAG LEAGUE 2021にエントリー。9勝2敗勝ち点18でリーグ戦を1位通過した。
12月15日、両国国技館にて行われた優勝決定戦でEVIL&高橋裕二郎組から勝利。後藤は個人で3度目の優勝を果たした。

### 2022年
1月4日、東京・東京ドームで行われた、「WERESTLE　KINGDOM16」の第6試合IWGP タッグ選手権試合において、YOSHI－HASHIとタッグを組み、タイチ、ザック・セイバーJr.の持つベルトに挑戦し、最後は奈落で試合を決め、勝利。王座戴冠となった。
1月5日、同大会の第4試合、NEVER無差別級6人タッグ選手権において、YOSHI-HASHI、YOHとタッグを組み、EVIL,高橋裕二郎、SHOの持つベルトに挑戦するも、敗北。王座奪取とはならなかった。
2月19日、北海道・北海きたえーるで行われた「LECクリンぱっ! presents 新春黄金シリーズ」の第7試合IWGPタッグ選手権試合において、EVIL、高橋裕二郎と対戦、最後は消灯で試合を決め、見事初防衛を果たした。
2月20日、同大会の第7試合NEVER無差別級6人タッグ選手権試合において、YOSHI－HASHI、YOHとタッグを組み、EVIL 、高橋裕二郎、SHOの持つベルトに再挑戦するも敗戦。王座奪取とはならなかった。
3月1日、東京・日本武道館で行われた「旗揚げ記念日」の第6試合スペシャルタッグマッチにおいて、マスター・ワト、田口隆祐と試合を行い、最後は消灯で沈め、見事勝利を果たした。
3月2日、同会場で行われた「NEW  JAPAN  CAP 2022」に出場し、3回戦まで突破したが、3月14日の香川大会の3回戦GREAT所属のCIMAに敗れ、敗退となった。
4月9日、東京・両国国技館で行われた「HYPER BATTLE22」の第6試合IWGP タッグ選手権試合において、YOSHI-HASHIとタッグを組み、グレート-O-カーン、ジェフ・コブと対戦したが、最後はコブのツアー・オブ・ジ・アイランドで沈められ、王座陥落となった。
5月1日、福岡・福岡PayPayドームで行われたIWGP タッグ選手権試合において、グレートーOーカーン、ジェフ・コブの持つベルトにYOSHIーHASHIとタッグを組み、チェーズ・オーエンズ、バッドラック・ファレ組を交えた3WAYマッチで挑戦するも、チェーズ・オーエンズ、バッドラック・ファレ組に直接破れ、王座奪取失敗となった。
7月、YOSHI-HASHI、YOHとの3人でNEVER無差別級6人タッグ王者に返り咲く。また、同月から開幕したG1CLIMAX32にはCブロックでエントリー。結果は3勝3敗でブロック敗退となった。
9月、高松大会で行われたNEVER無差別級6人タッグ選手権試合・ドッグケージマッチに敗北し、王座陥落。
11月、YOSHI-HASHIとのタッグでWORLD TAG LEAGUE 2022の優勝決定戦進出。マーク・デイビス&カイル・フレッチャー組から勝利し、タッグリーグ2連覇を果たした。

### 2023年
1月4日、FTR（ダックス・ハーウッド&キャッシュ・ウィーラー）が保持するIWGPタッグ王座に挑戦。最後は消灯で勝利を収め、IWGPタッグ王座を奪還した。
4月、両国国技館にて、前年のWORLD TAG LEAGUE優勝決定戦で勝利したマーク・デイビス&カイル・フレッチャー組に敗北、IWGPタッグ王座から陥落。
6月、マーク・デイビス&カイル・フレッチャー組がIWGPタッグ王座とSTRONG無差別級タッグ王座を返上。これにより大阪城ホール大会にて、前王者組の後藤＆YOSHI-HASHI組、同じUNITED EMPIREのグレート-O-カーン&アーロン・ヘナーレ組、EVIL＆高橋裕二郎組の3組によるダブルタッグ王座決定戦3WAYマッチが決定。3WAYマッチに勝利し、タッグ王座2冠となった。
7月、BULLET CLUB WAR DOGSのメンバーとなった、ゲイブ・キッド&アレックス・コグリン組と、2つのタッグ王座を懸けて2日連続のタイトルマッチが行われた。初日はゲイブ&コグリン組に敗れ、STRONG無差別級タッグ王座を奪われるも、2日目は見事勝利を収め、IWGPタッグ王座初防衛に成功を果たした。
11月、WORLD TAG LEAGUE 2023にIWGPタッグ王者として出場。翌月行われた優勝決定戦にてSTRONG無差別級タッグ新王者チームとなったヒクレオ&エル・ファンタズモ組と対戦し勝利。前人未到の3連覇、並びに史上初のIWGPタッグ王者としての優勝を果たした。

### 2024年
1月4日、WORLD TAG LEAGUE優勝決定戦で戦ったヒクレオ&エル・ファンタズモ組とIWGPタッグ王座、STRONG無差別級タッグ王座を懸けて再び対戦。ヒクレオ&エル・ファンタズモ組が勝利し、IWGPタッグ王座から陥落。
3月、NEW JAPAN CUP 2024にて8年ぶりに決勝戦へ進出するも、辻陽太に敗れ準優勝となった。また、この決勝戦の戦いは後にプロレス大賞が選ぶ年間ベストバウトを受賞した。
7月、G1 CLIMAX 34に出場。G1最多連続出場記録を持つ棚橋弘至が開幕直前の出場者決定トーナメントで敗れたため、今大会最多出場選手となった。結果は4勝5敗で負け越すも、GTRを改良したGTR・改でNEW JAPAN CUPで敗れた辻陽太へのリベンジを果たし、IWGP GLOBALヘビー級王者のデビッド・フィンレーからも勝利を収めた。さらに初出場で話題となったのKONOSUKE TAKESHITAからも激闘の末勝利したりと注目を集めた。
9月、神戸ワールド記念ホール大会にてゲイブ・キッドとのスペシャルシングルマッチに勝利し、IWGP GLOBALヘビー級王座への挑戦を表明。翌月、両国国技館にて王者であるデビッド・フィンレーとタイトルマッチを行うも敗北。
11月、WORLD TAG LEAGUE 2024に出場。

### 2025年
1月4日の東京ドーム大会にて、第0試合で行われたニュージャパンランボーを制覇し、IWGP世界ヘビー級王座への挑戦権を獲得。
2月11日、大阪府立体育会館大会にて当時の王者ザック・セイバーJr.に挑戦し勝利を挙げ、前身のIWGPヘビー級王座から数え9回目の挑戦で悲願の初戴冠を果たした。
3月6日の旗揚げ記念日、大田区総合体育館にて、自ら指名した挑戦者棚橋弘至社長を相手に初防衛を飾った。
3月15日、ドルフィンズアリーナにて、同じく自ら指名した挑戦者永田裕志を相手に2度目の防衛を飾った。
4月5日、両国国技館にて、春のNEW JAPAN CUP覇者のデビッド・フィンレーを相手に3度目の防衛を果たした。
4月11日、シカゴ・ウィントラストアリーナにて、令和闘魂三銃士の一人海野翔太を相手に4度目の防衛を果たした
4月26日、広島サンプラザホール大会にてYOSHI-HASHIとの毘沙門でカラム・ニューマン、グレート-O-カーン組とのIWGPタッグ王者決定戦に挑むも、パートナーのYOSHI-HASHIがカラムにピンフォール負けし、5度目の王座戴冠はならなかった。
5月4日、福岡国際センター大会にてカラム・ニューマンを相手に5度目の防衛を果たした。試合後、ザック・セイバーJr.と鷹木信悟が挑戦を表明した。
5月9日、オンタリオ・ToyotaArena大会にてザックとの6度目の防衛戦に挑み、ダブルフォールにより引き分けとなるも、規定により6度目の防衛となる。
6月15日、大阪城ホール大会にて鷹木の挑戦を受け、新技・後藤革命でピンフォール勝ちし、7度目の防衛と共に最多通算防衛回数をも更新した。試合後、決着がついていないザックを逆指名し、6月29日のドルフィンズアリーナ大会でザックの関節技によるレフェリーストップで敗れ王座陥落。8度目の防衛ならず。

## 人物
- 前述の柴田に加え、中邑とも同い年で大学のレスリング部時代から面識があった。新日本プロレスの入門テストを受けた後藤に、中邑が「新日本ってどうやったら入れるの？」と尋ねたこともある（お互い新日本プロレスには同期で入門しているが、入門テストを受けたのは後藤のほうが少し早かった）。
- 非常におっとりとした性格。誕生日のお祝いで貰ったバースデーケーキを道場に忘れる、鴨を食べるとツイートしながら豚肉の写真を載せ、これをYOSHI-HASHIに指摘される[9]、「髪切りデスマッチ」の前に散髪をする、自分の娘が見当たらず「娘がいない！」と大騒ぎするが実は自分が抱っこしているのを忘れていただけだった、マスクをしたままシャンプーをする[10]、などその天然っぷりにまつわる多数のエピソードがある。
- 2011年11月22日放送の『ライオンのごきげんよう』を、テレビ局にハガキを出して一般客として観覧していた。ゲスト出演していたプロレスファンの博多大吉が、「観覧席に後藤選手がいる」と指摘したことで、後藤もテレビに映った。
- ファンからは「殿」の愛称で親しまれている。
- 内藤哲也、タイチ、ジェイ・ホワイトなど一部の対戦相手からはIWGPヘビー級のベルトに何度も挑戦しているが戴冠はならなかったこと、思うように結果が出ないこと、修行とスランプを繰り返していることなどをいじられたり厳しく指摘されることが多い。また、獣神サンダー・ライガーはG1 CLIMAX29のゲスト解説で「後藤選手はいろいろ修行して成果を持ち帰ってきても長続きしない」と厳しい発言をしている。
- 2009年春に養神館合気道本部道場に入門し、以来暇を見つけては稽古に励んでいる[11]。
- 『週刊プロレス』で邪道が執筆する「CTU珍遊日記」では笑いを提供するキャラとして毎回登場し、「アホの後藤」呼ばわりされている。
- 趣味はテレビゲームの『pop'n music』をすることと『週刊プロレス』で発言している（海外遠征前）。
- 2009年10月15日に結婚・入籍していたことが翌2010年1月の契約更改の際に明らかになった。当時は2010年中に結婚式を挙げたいとの意向を示していた[12]。
- 早寝・早起きをモットーにしているがKENTAと絡みがある場合、ツイートを必ずチェックされ『早く寝ろ！』『何時に起きてんだよ』と毎回ツッコミをされている。
- 2019年に内藤哲也を中心にIWGPヘビー級王座とIWGPインターコンチネンタル王座の二冠戦線が展開されてきており、内藤哲也が二冠の火付け役、提唱者という見方がされているが、後藤が第3代インターコンチネンタル王者となった際に、NEW JAPAN CUPを制覇してヘビー級王座に挑戦していることから、二冠の最初の提唱者は後藤である[13]。

## 得意技
「荒武者」と称される通り、肉体戦やパワー勝負を好む無骨なファイトスタイルが特徴。非常に多種多彩なオリジナル技を開発しており、状況に応じて戦法を変える器用さも持ち合わせている。既存の技に対しても後藤独自のアレンジが加えられていることが多い。

### フィニッシュ・ホールド

BUSHIにGTRを放つ後藤。

GTR
CHAOS加入後から使用するフィニッシャー。
ファイナル・カットの体勢で相手の首にラリアットを打ち込んだ後、自らの右膝に相手の首筋から背中を打ち付ける。ネックブリーカーとバックブリーカーの複合技。
技の名前は、荒武者のイメージから脱するため、和名、漢字を用いる技名ではなく横文字を用いたからとのこと。GTRは「GoTo Revolution」の略という説もあったが、後藤いわく「GTRはなんの略？ とくにありません」とのことで特に意味はない。
リバースGTR（裏GTR）
2017.1.4東京ドームでの柴田とのNEVER戦で初披露し、この技から正調GTRへと繋ぐのが必勝パターン。
相手をDDTの体勢からラリアットを打ち込んだ後、自らの右膝に相手の首または顔面に打ち付ける。リバース式のGTR。
相手の脚をセカンドロープに引っ掛けた状態で放つバージョンもある。ネックブリーカーとフェイスバスターの複合技。
最近では一旦相手を空中に担ぎ上げてから叩きつけるバージョンも使用。
GTW（牛殺し式GTR）
G1 CLIMAX 29のジェイ・ホワイト戦で初披露し、ジェイを打ち破った技。
ファイヤーマンズ・キャリーの体勢で相手を両肩に担ぎ、下半身を押し上げて頭から投げ落とすと同時に自ら反転しながら右肘を相手の喉元に叩き込む牛殺しとGTRの複合技。
GTR改
2024年のG1 CLIMAX34から投入されたGTRの改良型。
ファイナル・カットの体勢時に左腕で相手の右腕を後ろへロックして放つGTRで2025年2月11日のエディオンアリーナ大阪大会ではこの技でザック・セイバーJr.を倒してIWGP世界ヘビー級王座を初めて獲得した。
後藤革命
2025年6月15日の大阪城ホール大会での鷹木信悟とのIWGP世界ヘビー級戦で見せた新型GTR。裏GTRの体制から一度相手を捻り返しつつGTRを決める。
昇天・改
日本に凱旋帰国した2007年9月7日の飯塚高史戦で初披露以降長らく使用していたフィニッシュ・ホールド。
後述する昇天の改良版でブレーンバスターの体勢で垂直に担ぎ上げ、振り子のように前方に相手を後頭部から背中にかけてマットに叩きつけると同時に、自らは相手の体に体重をかけて倒れこみながら相手の胸板にエルボー・ドロップを突き刺す。アレックス・ハマーストーンのペンデュラム・ナイトメアと同型である。
新技である『GTR』が主となってからは使用を控えており、大一番の試合でのみ使用している。
昇天
ブレーンバスターの体勢で担ぎ上げた相手の体を振り子のように旋回させながら、ロック・ボトムの形で叩き付ける。初期型の昇天はマット・モーガンが使用するマウント・モーガン・ドロップと同型で、こちらは凱旋帰国当時のフィニッシャーとして用いられたが、いつしか使用頻度が減少し改良版が主流と化した。
裏昇天
初期型の昇天を旋回式で、裏向きに見舞う技。
リバースボディスラムの体勢で相手を肩口に担ぎ上げ、反時計周りで旋回させるように勢いを付けて、振り子の形でホイップして、自身の左腕側でフェース・クラッシャーの形でマットに叩きつける。以前から常々「既に開発済」と本人が述べていたり、試合でも何度かトライしていたものの（現行型と違いリバースブレーンバスターの体勢で持ち上げようとしていた）防御され未遂に終わっていたが、2011年6月7日のタッグマッチで初披露となった。またこの技を食らった棚橋は、「初物」技の受けを上手く行えず失神している。

### ゴトウ・スペシャル・シリーズ
ゴトウ・スペシャルI
相手の上半身をチキンウィングフェイスロックに捕らえ、体を反転させ胴体を両足で締め上げる。
ゴトウ・スペシャルII
うつ伏せになった相手の両足を交差させるように固めながら体を仰向けに反転させる変形足4の字固め。
ゴトウ・スペシャルIII
上記の通りに足を交差させ、自らはマットに背中を付き相手の両足を吊り上げた状態からダメージを蓄積させる。

### 打撃技
エルボー
エルボー・スタンプ
張り手
ヘッドバット
クローズライン
特攻ラリアット
ロープに走る相手を追いかけるように後をつけてから放つ追走式を得意としている。
村正
後藤が使用するフライング・ニールキックの名称。走り込んできた相手へのカウンター時や、対角線コーナーや場外のフェンスにもたれかかる相手に走り込んで放ったり、選手（タッグ戦など、パートナーを踏み台にする場合も）やレフェリーを踏み台にしながら放つなど、バリエーションも多彩。
PK（ピー・ケー）
元々は元全日本プロレスの川田利明が必殺技としていた技であり、後藤の盟友でもある柴田の得意技。尻餅をついた相手に放つランニング・サッカーボールキック。
ノーモーション・ヘッドバット
相手に試合の主導権を握られている時や打撃合戦の際、不意に相手の顎または喉元へと突き刺す。
ミドルキック
2014年には真壁の顎を骨折させたことがある。

### 投げ技
牛殺し
ファイヤーマンズキャリーで持ち上げた（もしくはフィッシャーマンズ・スープレックスの体勢で相手を持ち上げた後、移行した）相手の頸椎のあたりが自分の片膝に当たるようにファイヤーマンズキャリーの体勢で前方、もしくは側方に投げ落とす変型のネックブリーカー。元々古くからメキシコに存在していた技で、TNAやWWEで活躍するAJスタイルズも得意技にしていたが、決まった名称のない技であった。後藤は凱旋帰国後から使用し、この技で天山を欠場に追いやったことから天山のニックネームの牛が付いた。原型は欧州に古くからある技でこちらは単にネックブリーカーとも呼ばれる。この技に行くと見せかけて、ストマックブロックに移行する戦法も時折使用する。大一番の際には雪崩式も敢行する。
リバース牛殺し
2014年1月4日の柴田戦で初公開。
カナディアン・バックブリーカーもしくはリバースボディスラムで担ぎ、前方に投げ落とし自分の片膝に相手の顔面から落とす。
地獄車
リストクラッチアングルスラム。
旧名は、ゴー・トゥー・ヘブンで使用。ジュニア時代に一時期フィニッシャーとして使用していた。ヘビー級に転向を機に封印していたが、近年ではフィニッシュ前の布石として時折使用される。
相手の左腕を股下でリストクラッチした状態でアルゼンチン・バックブリーカーの体勢で担ぎ上げ、そのまま左サイドに相手の後頭部から叩きつける変型アングル・スラム。
雪崩式ショルダーネックブリーカー
リングに背を向けるような体勢にしてコーナー最上段に乗せた後、相手の首を捕らえ自らの右肩に叩きつける。
バックドロップ
試合中盤のつなぎ技として度々使用する。
ブルドッキング・ヘッドロック
コーナーにもたれかかった相手に村正を決めた後に繋げることが多い。
一人消灯
相手の足を上向きにコーナーのセカンドロープにかけた後、後述するYOSHI-HASHIとの合体技である消灯を一人で行う技。一人の場合でも「せーのっ！」の掛け声は入れる。
ブレーンバスター
雪崩式ブレーンバスター

### 締め技・関節技
昇龍結界
うつ伏せの相手の片腕を自分の足を利用してハンマーロックに極め、もう片方の相手の腕に腕固めを決める。後藤の数少ない関節技で、フィニッシュ・ホールドまで昇華されつつあったが、現在は繋ぎ技として時折使用している。
野武士固め
尻餅状態の相手にコブラツイストとヘッドロックの複合技のような絞め技。
尻餅をついた状態の相手の背後から、相手の左腕に自分の左足を引っかけ、右膝をついて相手の右脇に背中のほうから体を潜り込ませる。最後に相手の頭を抱え込んで、相手の頭、わき腹、肩を絞り上げる。
ビクトル式腕ひしぎ十字固め
相手の後方から肩の上に飛び乗って腕を取り、そのまま前方回転して相手を寝かせ、腕ひしぎ十字固めを決める。地獄車開発以前のフィニッシュ・ホールド。
スリーパーホールド

### 丸め込み技
後藤式
足極めエビ固め。
ゴトウスペシャルIIの体勢で体を仰向けにし、相手の頭部に周りこみながら足を上から押さえつけるフォール技。最初は足極めエビ固めとされていた。
後藤弐式
2016年のNEW JAPAN CUP準決勝、マイケル・エルガン戦で初公開。
長座の相手に自らの左腕と左足で相手の両腕を捕らえながら前方回転し、相手を押さえ込む変形のラ・マヒストラル。初戦の永田戦でも使用しているがフォールは奪えず。
後藤参式
河津掛け落としの体勢から前屈させた相手の胴体を自身の両足で挟み込み、そのまま相手の体を横回転させ、エビで固めてフォールを奪う丸め込み技。後藤式シリーズの第三弾。YOSHI-HASHIとのタッグ戦では「後藤ごとハント」から連携技を披露。
回天
アマチュアレスリングの「がぶり」の体勢から相手の背中に乗り、反動をつけてから前転し相手の股間をすり抜けてエビ固めの体勢で丸め込むラナ。ルチャリブレのスペル・ラナという技と同型。スペル・シーサーの考案によるもので、シーサー自身はヨシタニックとして使用している。
雪崩式回天
ヘビー級転身後から使い始めた技。主に大一番で使用している。こちらはスペル・ラナの形よりも純粋な前方回転エビ固めの形を雪崩式で仕掛けている印象が強い。

### 合体技
後藤ごとハント
後藤の河津落としとYOSHI-HASHIのヘッドハンターを同時に仕掛ける合体技。後藤ごとヘッドハンターをしているように見えるのでこの名前が付いた。
ガットバスター
YOSHI-HASHIがブレーンバスターで持ち上げて、YOSHI-HASHIと相手との背中同士が向き合っている状態で、後藤が相手の頭を持ったままYOSHI-HASHIと同時に相手の頭を後藤の膝に叩きつけるヘッドショットとヘッドバスターの合体技。
ざんまい
後藤とYOSHI-HASHIが相手をダブルタックルで倒して、長座の状態の相手に後藤が蹴りYOSHI-HASHIのドロップキック（ここの部分は省くこともある）、そして後藤がYOSHI-HASHIを相手の上にヒップトスで投げる連携技。決めた後に2人で「ハイーッ！」と両手を広げて掛け声をするのが特徴。由来は相手をマグロに見立てて調理するイメージから名付けられた。2018年からは他のCHAOSメンバーとタッグを組んだ際も連携攻撃と共に「ハイーッ！」のポーズを一緒に行うようになり、多人数のタッグマッチではCHAOSメンバー（石井智宏を除く）が一緒に「ハイーッ！」のポーズを決める光景が度々見られる。なお、シングルマッチではこのアピールは行わない。
GYR
後藤がブレーンバスターで相手を持ち上げ、相手の足をYOSHI-HASHIの肩にかけてYOSHI-HASHIが相手の足を高く持ち上げて裏GTRの体勢で相手の頭を膝と腕でプレスする必殺技。名前の由来は秘密となっている。
消灯
後藤がGTRの体制に相手の首を持ち、YOSHI-HASHIが相手の足を持って同時にマットに落とす合体技。旧名「GYW」。落とす前に「せーのっ！」と掛け声を入れる。2020年11月から使用。多人数タッグ時には2人が足を持つパターンもあり、実際に田口隆祐、タイチと共にこの技をヨシタツ相手にかけたこともある。
激烈一閃
後藤がファイヤーマンズ・キャリーの体勢で両肩に担いだ相手の顔面にYOSHI-HASHIがトラース・キックを食らわせ、そのまま牛殺しを決める合体技。牛殺しではなくドラゴン・スリーパー・ホールドの体勢になるように相手を前側に倒しそこから消灯を決める「激烈消灯」というコンビネーションも見せる。
隠し狭間
後藤の背後にYOSHI-HASHIが待機し、向かってきた相手に後藤が横に避けると同時にYOSHI-HASHIがトラース・キックを放つ不意打ち的な技。
さるかに合戦
日本の民話「さるかに合戦」をモチーフとした連携技。後藤が小手返しの要領で相手の腕をひねって転ばせ（牛の糞）、YOSHI-HASHIが跳び箱の要領で後藤を飛び越えて相手にストンピング（臼）、続けて後藤が相手を長座状態にすると同時に背中を蹴り（栗）、最後にYOSHI-HASHIが相手の顔面にトラース・キックを決める（蜂）。
奈落
YOSHI-HASHIが相手をフルネルソンの体勢で捕らえ後藤が相手の両足を自身の両肩に乗せた後、後藤が相手の両足をサイドに旋回させると同時にエルボー・ドロップ（YOSHI-HASHI）とネックブリーカー・ドロップ（後藤）を同時に仕掛ける合体技。
初公開はWORLD TAG LEAGUE 2021の優勝決定戦のEVIL&高橋裕二郎戦。
デンジャラスニーブラ
YOSHI-HASHIが肩車した相手に後藤がコーナートップからブルドッキングヘッドロックを仕掛ける技。

### その他
邪羅蛇羅棒（じゃらじゃらぼう）
2022年2月19日の札幌大会より「秘密兵器」として持ち出した武器。EVIL&高橋裕二郎組とのIWGPタッグ選手権試合において、裕二郎のステッキ攻撃を防いだ。

## タイトル歴
新日本プロレス
- IWGP世界ヘビー級王座 : 1回（第12代）

最年長戴冠記録、最多連続防衛記録、最多通算防衛記録保持者。
- IWGPインターコンチネンタル王座 : 2回（第3、11代）
- IWGPジュニアタッグ王座 : 1回（第15代）

パートナーは稔。
- IWGPタッグ王座 : 5回（第65、92、97、99、102代）

パートナーは柴田勝頼→YOSHI-HASHI。
- NEVER無差別級王座 : 5回（第15、17、19、21、28代）
- NEVER無差別級6人タッグ王座 : 2回（第21、23代）

パートナーは石井智宏&YOSHI-HASHI→YOSHI-HASHI&YOH。
最多連続防衛記録、最多通算防衛記録保持者。
- STRONG無差別級タッグ王座 : 1回（第4代）

パートナーはYOSHI-HASHI。
最年長戴冠記録保持者。
- ヤングライオン杯 優勝 : 1回（2005年）
- G1 CLIMAX 優勝 : 1回（2008年）

最短キャリアでの優勝記録保持者（5年1ヶ月）。
- NEW JAPAN CUP 優勝 : 3回（2009年、2010年、2012年）

最多優勝記録保持者。
- WORLD TAG LEAGUE 優勝 : 5回（2012年、2014年、2021年、2022年、2023年）

パートナーはカール・アンダーソン→柴田勝頼→YOSHI-HASHI（毘沙門）。
毘沙門としては史上初の3連覇を成し遂げている。
- J SPORTS CROWN 6人タッグトーナメント 優勝 : 2回（2010年、2011年）

パートナーは田口隆祐&プリンス・デヴィット。
NWA
- NWAインターナショナル・ジュニアヘビー級王座 : 1回（第18代）

プロレス大賞
- 最優秀タッグチーム賞（2023年）

パートナーはYOSHI-HASHI。
- 年間最高試合賞（3月20日アオーレ長岡、NEW JAPAN CUP 2024決勝戦、辻陽太 vs. 後藤洋央紀）（2024年）

## 入場テーマ曲
- 「覇道」 作曲：石川一宏（KAZSIN）

2011年のCMLL遠征中に「全てをリセットする」という意味合いを込めて入場テーマ曲を変更。2011年5月 - 現在まで使用。
- Rock Me Wild

凱旋帰国時のテーマ曲。2007年8月 - 2011年3月まで使用。
- 「秀吉」テーマ音楽
- Where Are We Runnin ? / Lenny Kravitz

ヤングライオン時代は1972年 - 1979年の新日本プロレスのオフィシャルテーマ曲であった。

## 決め台詞
- 「G1のGは、後藤のG！」
- 「IWGPのGは、後藤のG！」

## 出演

### テレビドラマ
- 『アタシんちの男子』（2009年、フジテレビ）萬菜庵店員役
- 『ファイヤーレオン』 第2話（2013年、TOKYO MX TV）後藤洋央紀（本人）役
- 『CRISIS 公安機動捜査隊特捜班』 第8話（2017年、フジテレビ）神の光教団信者役
- 『ハロー張りネズミ』 第9話（2017年9月8日、TBS）五十嵐圭吾（元プロレスラー）役

### 映画
- 『ヘッド・ショット』（2017年）
- 『HiGH&LOW THE MOVIE 2 / END OF SKY』（2017年）
- 『カイジ ファイナルゲーム』（2020年）
- 『劇場版 仮面ライダーゼロワン REAL×TIME』（2020年） - ブガ / 仮面ライダーアバドン 役[16]
- 99.9-刑事専門弁護士-THE MOVIE（2021年12月30日、松竹） - 本人 役
- 『アントニオ猪木をさがして』（2023年）

### Web
- 風雲!たけし城（2023年4月28日、Amazon Prime Video）

## 書籍

### 共著
- 柴田勝頼『同級生 魂のプロレス青春録』（2014年12月9日、辰巳出版）ISBN 978-4-7778-1317-9